# Medal Republiki Wietnamu za Kampanię
Medal Republiki Wietnamu za Kampanie (wiet. Chiến Dịch Bội Tinh) – pamiątkowe odznaczenie wojskowe Republiki Wietnamu, ustanowione 12 maja 1964 roku. Jedno z najczęściej nadawanych odznaczeń republiki.

## Zasady nadawania
Odznaczenie było nadawane żołnierzom sił zbrojnych republiki a także żołnierzom państw sprzymierzonych, którzy brali udział w operacjach wojskowych na terenie Wietnamu w latach 1949–1954 oraz 1960–1975. Medal otrzymali m.in. liczni żołnierze USA, Australii i Nowej Zelandii biorący udział w wojnie wietnamskiej. 

## Oznaka
Oznakę stanowi sześcioramienna gwiazda o biało emaliowanych ramionach i złotych promieniach pomiędzy nimi. Pośrodku, na zielono emaliowanej okrągłej tarczy widnieje mapa Wietnamu z płomieniami na granicy między Wietnamem Północnym a Południowym. Wstążka medalu jest zielona z białym paskiem pośrodku i po bokach. Na wstążce oraz baretce umieszcza się srebrne okucia w kształcie taśmy z latami kampanii: 1949–54 oraz 1960–.